# Fédération danoise de handball
Pour les articles homonymes, voir DHF.
La fédération danoise de handball (danois : Dansk Håndbold Forbund, DHF) est fondée en 1935. Elle affiliée à la fédération européenne de handball (EHF) et à la fédération internationale de handball (IHF). Son siège se situe à Brøndby. La fédération est dirigée par Per Bertelsen.
Elle fait partie des membres fondateurs de l'IHF en 1946.
Avec 124 000 adhérents en 2010, il s'agit de la troisième fédération de handball au monde, après les fédérations allemande et française.